# Desa Sindangmukti (administrativ by i Indonesien, lat -7,12, long 108,23)
Desa Sindangmukti är en administrativ by i Indonesien.   Den ligger i provinsen Jawa Barat, i den västra delen av landet, 180 km sydost om huvudstaden Jakarta.